# Pupius
Pupius (Kr. e. 1. század) római tragédiaköltő
Személyéről mindössze Horatius egy megjegyzéséből van tudomásunk (Ep. 1, 1, 67.), eszerint Rómában élt, tragédiaköltő volt, de tragédiái siralmasan rosszak voltak (lacrimata poemata). Munkáiból még töredékek sem maradtak fenn.